# Рибалко Світлана Борисівна
Рибалко Світлана Борисівна (нар. 9 листопада 1962, Донецьк) — український мистецтвознавець, сходознавець, арт-критик, педагог, доктор мистецтвознавства (2013), професор (2015).

## Біографія
Народилася 9 листопада 1962 року у місті Донецьк. У 1982 році закінчила Донецьке державне художнє училище за спеціальністю «Художнє оформлення», у 1990 — Інститут живопису, скульптури та архітектури імені І. Ю. Рєпіна у місті Ленінград за спеціальністю «Мистецтвознавство». Викладацьку діяльність почала у дитячій художній школі міста Краматорськ, працювала художником-постановником у народному театрі. У 1993–1999 роках ― завідувач кафедри культурології Краматорського економіко-гуманітарного інституту. 
Від 2000 року працювала на посадах старшого викладача, доцента, завідувача кафедри теорії та історії мистецтва Харківської державної академії дизайну і мистецтв. У 2001 році захистила дисертацію за темою «Культурно-естетичні універсалії класичної Японії та їх відбиття в образотворчому мистецтві доби Токугава (живопис, графіка)» (науковий керівник — Л. Д. Соколюк), отримала науковий ступінь кандидата мистецтвознавства. У 2003 році отримала вчене звання доцента. Захистила дисертацію за темою «Традиційне вбрання як репрезентативна модель японської культури» (науковий консультант — О. К. Федорук), здобула науковий ступінь доктора мистецтвознавства (2013). З того часу почала викладати в Харківській державній академії культури на посаді завідувача кафедри мистецтвознавства. Вчене звання професор отримала у 2015 році.
Викладає наступні дисципліни: Історія образотворчого мистецтва, Історія образотворчого мистецтва Давнього світу та середніх віків, Основи мистецтвознавства, Експертиза та оцінка творів образотворчого мистецтва, Методи культурологічного аналізу творів мистецтва, Художні традиції народів Далекого Сходу.
Під науковим керівництвом С. Б. Рибалко захищено більше 5 кандидатських дисертацій, у тому числі написаних молодими науковцями з Японії (Овакі Чіеко «Японський період у творчості Давида Бурлюка (1920—1922)», 2008 рік), КНР (Тен Жи «Китайська монументальна скульптура: традиції та сучасність», 2009 рік) та ін. Викладацьку діяльність поєднує з практичною та науковою: кураторські виставкові проєкти, експертиза творів мистецтва Східної Азії, наукове редагування фахових видань з питань мистецтва. Науково-творча діяльність охоплює різноманітні аспекти японської художньої культури, європейського орієнталізму, сучасних художніх процесів в Україні. Наукові інтереси стосуються питань семіотики мистецтва та мистецтва Сходу. Започаткувала роботу секції японістики та синології при Харківській державній академії культури та Центр сходознавчих студій при Харківській державній академії дизайну і мистецтв (зі сходознавцем Є. Котляром).
Науковиця є членом спеціалізованих вчених рад Д 64.807.01 у Харківській державній академії культури та К 64.109.01 у Харківській державній академії дизайну і мистецтв. Брала участь у складі 4 експертних комісій Міністерства освіти і науки України, в роботі журі мистецьких конкурсів. Член редакційної колегії наукового фахового видання «Культура України».
С. Б. Рибалко — член Харківської організації Національної спілки художників України з 2000 року. Є також членом Міжнародної асоціації арт-критиків при ЮНЕСКО з 2006 року (AICA, Франція), Європейської асоціації дослідників Японії з 2010 року (EAJS, Німеччина), Міжнародної асоціації дослідників Японії з 2011 року (IAJS, Японія). Є учасником міжнародних наукових конференцій в Україні та за кордоном (США, країни ЄС, Східної Азії). Японську культуру вивчає близько 30 років, колекціонує кімоно XX століття. Вперше потрапила до Японії у 2005 році, де вивчала колекції кімоно.
Активно виступає як куратор арт-проєктів, пов'язаних із культурою і мистецтвом Японії та Китаю. Організувала кілька десятків виставок у Харкові, Києві, Львові, Черкасах, Нінбо (Китай). У 2017 році в Обласному організаційно-методичному центрі культури та мистецтва була представлена виставка С. Б. Рибалко «Шовковий вітер: японське кімоно ХХ ст.». У своєму проекті автор поєднала справжні японські артефакти, які уособлюють мистецтво вбрання Японії з експедиційними та архівними матеріалами. Гості виставки змогли побачити дівоче фурісоде, дитяче святкове вбрання, вбрання для жінок, японські аксесуари. Під час роботи виставки проводились лекції з історії японського одягу. У 2018 році в галереї «Мистецтво Слобожанщини» прочитала цикл лекцій «Путешествие на Дальний Востокː культура, события, люди». Науковиця провела близько десяти експедицій у Китаї та Японії, вивчала чайну церемонію, мистецтво Содо, стажувалася в театральній школі Но. Від 2016 року виступає організатором і куратором міжнародного науково-творчого проєкту «Китай очима українських художників».
У лютому 2023 року на базі Bibliotheca Hertziana — Інституту історії мистецтв Макса Планка (зараз є одним з інститутів гуманітарної секції Товариства розвитку науки Макса Планка) у Римі брала участь у науково-дослідному семінарі «Навігація крізь історію українського мистецтва». Дослідниця виступила з доповіддю «Японізм в українському мистецтві кінця ХІХ — першої третини ХХ ст.».

## Науковий доробок
Автор понад 200 наукових та науково-популярних публікацій: монографій, каталогів виставок, статей.
- Рыбалко С. Б. Культура классической Японии : слов.-справ. / С. Б. Рыбалко, А. Ю. Корнев. — Ростов-на Дону : Феникс ; Харьков : Торсинг, 2002. — 365 с.
- Рибалко С. Б. Зі Сходу на Захід: японська мініатюрна пластика з колекції О. Фельдмана / С. Б. Рибалко. ― Харків : Фоліо, 2009. ― 192 с.
- Рибалко С. Б. Традиційне вбрання в семантичному просторі японської культури : монографія / С. Б. Рибалко. ― Харків : ХДАК, 2013. ― 299 с.
- Рибалко С. Жанр «НЮ» в японському мистецтві кінця ХІХ — першої половини ХХ століття / С. Рибалко // Художня культура. Актуальні проблеми. ― Київ, 2014. ― Вип. 10. ― С. 283–300.
- Рибалко С. Б. Історія образотворчого мистецтва : конспект лекцій / С. Б. Рибалко. ― Харків : ХДАК, 2015. ― 96 с.
- Рибалко С. Б. Жіночі образи в мистецтві Японії доби Мейджі та Тайшьо / С. Б. Рибалко // АРТ-простір : зб. наук. пр. / Ін-т мистецтв Київ. ун-ту ім. Бориса Грінченка. ― Київ, 2015. ― Вип. 1. ― С. 52–66.
- Рибалко С. Б. Окімоно як предмет наукового аналізу / С. Б. Рибалко // Культура України. Серія: Мистецтвознавство : зб. наук. пр. ― Харків : ХДАК, 2016. ― Вип. 53. ― С. 347–356.
- Рибалко С. Японські сеннінбарі : нотатки до етнографії війни / С. Рибалко // Народознавчі зошити. ― 2017. ― № 2. ― С. 427–433.
- Китай-Україна : під єдиним небом : живопис і графіка укр. художників : каталог виставки / авт.-упоряд.: А. Корнєв, С. Рибалко. ― Харків : Раритети України, 2018. ― 63 с.
- Рибалко С. Б. Фольклорні мотиви в сучасному відеокліпі : візуальна складова / С. Б. Рибалко О. О. Вербін // Modern scientific research: achievements, innovations and development prospects : proc. of I Intern. Sci. and Practical Conf., Berlin, Germany, 4-6 July 2021. ― Berlin, 2021. ― С. 151–157.
- Рибалко С. Б. Харківська школа дизайну : творча майстерня Ігоря Остапенка / С. Б. Рибалко // Вісн. Харків. держ. акад. дизайну і мистецтв. ― Харків, 2021. ― № 2. С. ― 147–161.
- Рибалко С. Б. Образ сакури у візуальній культурі Японії : витоки та трансформації / С. Б. Рибалко // Культура України : зб. наук. пр. ― Харків : ХДАК, 2022. ― Вип. 78. ― С. 126–134.
- Rybalko S. Bronze okimono of the Meiji era in museums collections of Ukraine: Miyao Company / S. Rybalko, A. Shcherban  // Shidnij Svit. ― 2022. ― Iss. 3. ― P. 98–117. (англ.)
- Рибалко С. Б. Кінотворчість Сергія Ейзенштейна в контексті японських візуальних і перформативних практик / С. Б. Рибалко // Вісн. Харків. держ. акад. дизайну і мистецтв : зб. наук. пр. ― Харків, 2022. ― № 1. ― С. 178–191.
- Рибалко С. Б. Концептосфера мовчання в художніх практиках Японії / С. Б. Рибалко // Art and Design. ― 2022. ― № 3. ― С. 149–158.
- Рибалко С. Б. Баугауз у контексті китайсько-японської мистецької парадигми / Рибалко С. Б. // Український мистецтвознавчий дискурс. ― 2022. ― Вип. 5. ― С. 54–60.